# Левченко Ігор Олександрович
І́гор Олекса́ндрович Ле́вченко (23 лютого 1991, Донецьк) — український футболіст, воротар запорізького «Металурга».

## Клубна кар'єра

### «Олімпік»
Вихованець футбольної школи «Олімпік-УОР» (Донецьк). У дитячо-юнацькій футбольній лізі протягом 2004—2008 років провів 87 матчів. За першу команду донецького «Олімпіка» у матчах другої ліги чемпіонату України дебютував 25 липня 2007 року, вийшовши на заміну у матчі проти  «Полтави». Починаючи з другої половини сезону 2008—2009 — основний голкіпер донецької команди, за яку і грав до кінця сезону 2009—2010, провівши 40 матчів у другій лізі.
У лютому 2010 року перебував на оглядинах у варшавській «Легії», однак повернувся до України. Наприкінці серпня 2010 року на умовах оренди до кінця року перейшов до складу прем'єрлігового запорізького «Металурга», проте грав лише за молодіжну команду і по завершенні осінньої частини чемпіонату повернувся до «Олімпіка».
Влітку 2011 року на правах оренди перейшов у луганську «Зорю», але також виступав лише за молодіжну команду. В основній команді дебютував лише волею випадку: в кінці осінньої частини сезону 2012—13 головний воротар команди  Віталій Постранський зазнав травми, а другий воротар Дмитро Козаченко пропустив через грубі помилки два голи і головний тренер команди Юрій Вернидуб вирішив на останній матч року виставити молодого воротаря Левченка 2 грудня 2012 року в грі з київським «Арсеналом». У цьому дебютному для себе матчі в Прем'єр-лізі він не пропустив жодного м'яча, а його команда здобула перемогу з рахунком 0:1.
У липні 2013 року підписав дворічний контракт з «Зорею», однак вже у вересні 2013 року Левченко повернувся в табір донецького «Олімпіка», взявши собі 91 номер. У червні 2014 року залишив розташування клубу.

### «Зоря»
В 2014 році перейшов до луганської «Зорі», підписавши однорічну угоду. У червні 2015 року підписав нову дворічну угоду з клубом. У луганському клубі не був основним воротарем. У сезоні 2015/16 зіграв матч проти донецького «Шахтаря», коли основний воротар команди Микита Шевченко не зміг зіграти через орендні обмеження. Левченко пропустив в тому матчі 7 м'ячів. Всього ж за три сезони Ігор зіграв за клуб лише 10 матчів, пропустивши 18 голів.

### «Маріуполь»
Влітку 2017 року став гравцем «Маріуполя». Проте і в цій команді Левченко одразу основним не став, будучи лише третім голкіпером після Рустама Худжамова та Євгена Гальчука.

### «Марієгамн»
Влітку 2018 року перейшов до фінського «Марієгамну», де відіграв 15 матчів. 

### «ІФК Ескільстуна»
Навесні 2019 року перейшов до шведського клубу «ІФК Ескільстуна». 

## Виступи за збірну
Викликався до збірних команд України, починаючи з 16-річного віку (дебют у футболці збірної — 15 травня 2007 у грі збірної України U16 проти молдавських однолітків, перемога 2:0).
У складі збірної України U19 — чемпіон Європи 2009 року. Під час фінальної частини чемпіонату, що проходила у Донецьку і Маріуполі, повністю відстояв у воротах української збірної під час усіх п'яти матчів турніру, пропустив 3 голи і допоміг збірній вперше в історії стати чемпіоном Європи серед 19-річних.
11 серпня 2010 року дебютував у складі молодіжної збірної України U-20 у грі проти турецьких однолітків.

## Досягнення
- Чемпіон Європи серед юнаків (U-19) 2009 року